# Cúp bóng đá Ukraina 2006–07
Cúp bóng đá Ukraina 2006–07 là mùa giải thứ 16 của giải đấu bóng đá loại trực tiếp hàng năm ở Ukraina. Đội vô địch là Dynamo Kyiv.

## Phân bổ đội bóng
Có 59 đội bóng tham gia giải đấu cúp mùa này.

### Phân phối
|                         |                         | Đội bóng tham gia vòng này | Đội bóng vượt qua vòng trước        |
| ----------------------- | ----------------------- | --- | ----------------------------------- |
| Vòng loại (54 đội)      | Vòng loại (54 đội)      | - 11 đội từ Supreme League (xếp hạt giống thấp hơn) - 19 đội từ Giải hạng nhất - 23 đội từ Giải hạng nhì - 1 đội từ đội vô địch chung kết Cúp nghiệp dư (Khimmash Korosten) |                                     |
| Vòng đấu chính (32 đội) | Vòng đấu chính (32 đội) | - 5 đội từ Giải vô địch quốc gia (xếp hạt giống cao hơn) | - 27 đội thắng từ vòng loại thứ hai |

Ghi chú: Đội vô địch Cúp nghiệp dư Ukraina 2005 FC Pivdenstal Yenakieve bị thay thế bởi FC Khimmash Korosten

### Ngày thi đấu và bốc thăm
Tất cả các lễ bốc thăm đều diễn ra ở trụ sở FFU (Building of Football) ở Kiev.
| Giai đoạn       | Vòng            | Ngày bốc thăm                                   | Ngày thi đấu                                    | Ngày thi đấu                                    |
| Giai đoạn       | Vòng            | Ngày bốc thăm                                   | Lượt đi                                         | Lượt về                                         |
| --------------- | --------------- | ----------------------------------------------- | ----------------------------------------------- | ----------------------------------------------- |
| Vòng loại round | Vòng loại round | ?                                               | 11–12 tháng 8 năm 2006                          | 11–12 tháng 8 năm 2006                          |
| Vòng đấu chính  | Vòng 32 đội     | ?                                               | 19–20 tháng 9 năm 2006                          | 19–20 tháng 9 năm 2006                          |
| Vòng đấu chính  | Vòng 16 đội     | ?                                               | 25 tháng 10 năm 2006                            | 25 tháng 10 năm 2006                            |
| Vòng đấu chính  | Tứ kết          | ?                                               | 1–2 tháng 12 năm 2006                           | 9–10 tháng 12 năm 2006                          |
| Vòng đấu chính  | Bán kết         | ?                                               | 18 tháng 3 năm 2007                             | 9 tháng 5 năm 2007                              |
| Vòng đấu chính  | Chung kết       | 27 tháng 5 năm 2007 tại NSC "Olimpiyskiy", Kiev | 27 tháng 5 năm 2007 tại NSC "Olimpiyskiy", Kiev | 27 tháng 5 năm 2007 tại NSC "Olimpiyskiy", Kiev |

## Lịch thi đấu

### Vòng Một (1/32)
Vòng Một diễn ra vào ngày 11 tháng 8 năm 2006. Tuy nhiên, trận đấu giữa Dniester Ovidiopol và Metalurh Donetsk diễn ra ngày 12 tháng Tám. Tất cả các đội bóng tham gia ngoài Dynamo, Shakhtar, Chornomorets, Dnipro và Metalurh Z. là các đội đi thẳng vào vòng tiếp theo.
| Hirnik Kryvyi Rih (2L)                                   | 2 – 5 (s.h.p.) | (PL) Illychivets Mariupol                                          |
| -------------------------------------------------------- | -------------- | ------------------------------------------------------------------ |
| Chudak 45' (ph.đ.) · Pashkovsky 87' · Pashkovsky 49' 88' | Chi tiết       | Mazurenko 23' · Tsykhmeistruk 68' · Levyha 93', 98' · Pukanych 95' |

| Hirnyk-Sport Komsomolsk (2L) | 1 – 2    | (PL) Metalist Kharkiv   |
| ---------------------------- | -------- | ----------------------- |
| Malinochka 11'               | Chi tiết | Rykun 59' · Davydov 78' |

| Bukovyna Chernivtsi (2L) | 0 – 3    | (PL) Tavriya Simferopol                               |
| ------------------------ | -------- | ----------------------------------------------------- |
|                          | Chi tiết | Junior Godoi 2' (ph.đ.) · Ljubenović 30' · Kovpak 45' |

| Oleksandriya (1L) | 0 – 2    | (PL) Vorskla Poltava          |
| ----------------- | -------- | ----------------------------- |
|                   | Chi tiết | Kondratyuk 18' · Grumić 90+2' |

| Nafkom Brovary (2L) | 0 – 2    | (PL) Stal Alchevsk       |
| ------------------- | -------- | ------------------------ |
|                     | Chi tiết | Hrybanov 51' · Gómez 63' |

| Khimik Krasnoperekopsk (2L) | 2 – 1 (s.h.p.) | (PL) Arsenal Kyiv |
| --------------------------- | -------------- | ----------------- |
| Sharpar 3' · Shakhov 100'   | Chi tiết       | Holovko 14'       |

| Lokomotiv Dvorichna (2L) | 0 – 2    | (PL) Kharkiv               |
| ------------------------ | -------- | -------------------------- |
|                          | Chi tiết | Ibrahimov 57' · Sytnyk 80' |

| Mykolaiv (1L) | 0 – 1    | (PL) Kryvbas Kryvyi Rih |
| ------------- | -------- | ----------------------- |
|               | Chi tiết | Epureanu 7'             |

| Yednist Plysky (2L) | 0 – 1    | (PL) Zorya Luhansk |
| ------------------- | -------- | ------------------ |
|                     | Chi tiết | Kyrylov 88'        |

| Knyazha Shchaslyve (2L) | 0 – 2    | (PL) Karpaty Lviv |
| ----------------------- | -------- | ----------------- |
|                         | Chi tiết | Batista 4', 63'   |

| Naftovyk Dolyna (2L) | 0 – 1    | (PL) Volyn Lutsk      |
| -------------------- | -------- | --------------------- |
|                      | Chi tiết | Stepanov 31' · Alozie |

| Khimmash Korosten (AM)                     | 1 – 3    | (PL) Zakarpattia Uzhhorod                     |
| ------------------------------------------ | -------- | --------------------------------------------- |
| Denysyuk 44' (ph.đ.) · Horbachenko 17' 65' | Chi tiết | Kopolovets 31' · Podrobakha 58' · Danayev 76' |

| Fakel Ivano-Frankivsk (2L) | 0 – 1    | (PL) Obolon Kyiv          |
| -------------------------- | -------- | ------------------------- |
|                            | Chi tiết | Slobodyan 5' · Malysh 62' |

| PFC Sevastopol (2L)           | 2 – 0    | (PL) Naftovyk Okhtyrka |
| ----------------------------- | -------- | ---------------------- |
| Mazurenko 61' · Horbanyov 77' | Chi tiết |                        |

| Veres Rivne (2L) | 0 – 2    | (PL) Lviv                           |
| ---------------- | -------- | ----------------------------------- |
|                  | Chi tiết | Baranets 6' · Voytovych 79' (ph.đ.) |

| Olimpik Donetsk (2L)                           | 4 – 2 (s.h.p.) | (1L) Podillya Khmelnytskyi     |
| ---------------------------------------------- | -------------- | ------------------------------ |
| Ulanov 29' · Solodkyi 86', 103' · Khomutov 93' | Chi tiết       | Kovalenko 45+2' · Mandzyuk 72' |

| Inter Boyarka (2L) | 0 – 5    | (1L) Stal Dniprodzerzhynsk                                                         |
| ------------------ | -------- | ---------------------------------------------------------------------------------- |
|                    | Chi tiết | Kovalevsky 7' · Vizyonok 48' (ph.đ.) · Sytnik 57' · Ilyashov 82' · Liluashvili 89' |

| Arsenal Kharkiv (2L) | 1 – 2 (s.h.p.) | (1L) Krymteplitsia Molodizhne  |
| -------------------- | -------------- | ------------------------------ |
| Shayenko 43'         | Chi tiết       | Hryshchenko 34' · Monakhov 94' |

| Dnipro Cherkasy (1L) | 1 – 0    | (1L) Spartak Ivano-Frankivsk |
| -------------------- | -------- | ---------------------------- |
| Pakholyuk 75'        | Chi tiết |                              |

| Tytan Armyansk (2L)              | 2 – 1    | (1L) Helios Kharkiv |
| -------------------------------- | -------- | ------------------- |
| Zahorodniy 11' · Stolyarchuk 78' | Chi tiết | Danchenko 53'       |

| Hazovyk-KhGV Kharkiv (2L)                   | 3 – 5 (s.h.p.) | (1L) Dynamo-IhroServis Simferopol                     |
| ------------------------------------------- | -------------- | ----------------------------------------------------- |
| Bobrov 22' · Syvukha 48', 66' · Shulha 108' | Chi tiết       | Melnyk 3' · Bobal 40', 111' (pen) · Morozov 78', 103' |

| Kremin Kreminchuk (2L) | 0 – 2    | (1L) Enerhetyk Burstyn |
| ---------------------- | -------- | ---------------------- |
|                        | Chi tiết | Veretynsky 68', 74'    |

| Yavir Krasnopillya (2L) | 1 – 0    | (1L) CSKA Kyiv |
| ----------------------- | -------- | -------------- |
| Buhayov 72'             | Chi tiết |                |

| Feniks-Illichovets Kalinine | 1:2 | Borysfen Boryspil |          |
| FC Olkom Melitopol          | 4:1 | Spartak Sumy      | (s.h.p.) |
| Nyva Ternopil               | 0:2 | Desna Chernihiv   |          |
| Dniester Ovidiopol          | 1:3 | Metalurh Donetsk  |          |

### Vòng Hai (1/16)
Vòng Hai diễn ra vào ngày 20 tháng 9 năm 2006. Tuy nhiên, trận đấu giữa Titan Armyansk và Vorskla Poltava diễn ra ngày 19 tháng Chín; và trận đấu Khimik Krasnoperekopsk -- Metalurh Donetsk diễn ra ngày 4 tháng 10 năm 2006.
| Tytan Armyansk (2L)           | 2 – 1    | (PL) Vorskla Poltava |
| ----------------------------- | -------- | -------------------- |
| Batrachenko 22' · Dovzhyk 56' | Chi tiết | Grumić 45+1'         |

| Yavir Krasnopillya (2L) | 1 – 6    | (PL) Shakhtar Donetsk                                       |
| ----------------------- | -------- | ----------------------------------------------------------- |
| Myhal 57'               | Chi tiết | Vukić 9', 82' · Okoduwa 16', 45' · Jádson 21' · Brandão 50' |

| Olkom Melitopol               | 0:4 | Dynamo Kyiv           |           |
| Borysfen Boryspil             | 4:2 | Chornomorets Odesa    |           |
| Dynamo-Ihroservice Simferopol | 2:4 | Illichivets Mariupol  |           |
| Enerhetyk Burshtyn            | 0:2 | Metalist Kharkiv      |           |
| Dnipro Cherkasy               | 0:1 | Dnipro Dnipropetrovsk |           |
| Zakarpattia Uzhhorod          | 2:3 | Tavriya Simferopol    |           |
| Krymteplitsia Molodizhne      | 2:2 | Metalurh Zaporizhia   | (pk: 4:2) |
| Obolon Kyiv                   | 0:1 | Stal Achevsk          |           |
| Desna Chernihiv               | 0:2 | FC Kharkiv            |           |
| Olympique Donetsk             | 1:2 | Kryvbas Kryvyi Rih    |           |
| Stal Dniprodzerzhynsk         | 1:0 | Zorya Luhansk         | (s.h.p.)  |
| FC Lviv                       | 1:1 | Karpaty Lviv          | (pk: 3:0) |
| FC Sevastopol                 | 3:0 | Volyn Lutsk           |           |
| Khimik Krasnoperekopsk        | 2:3 | Metalurh Donetsk      |           |

### Vòng Ba (1/8)
Các trận đấu vòng Ba diễn ra vào ngày 25 tháng 10 năm 2006.
| Borysfen Boryspil        | 0:2 | Shakhtar Donetsk      |           |
| FC Kharkiv               | 0:2 | Dynamo Kyiv           |           |
| Kryvbas Kryvyi Rih       | 0:2 | Illichivets Mariupol  |           |
| FC Lviv                  | 2:2 | Metalist Kharkiv      | (pk: 6:7) |
| Tytan Armyansk           | 0:2 | Dnipro Dnipropetrovsk |           |
| Krymteplitsia Molodizhne | 1:2 | Tavriya Simferopol    |           |
| FC Sevastopol            | 4:1 | Metalurh Donetsk      |           |
| Stal Dniprodzerzhynsk    | 1:1 | Stal Alchevsk         | (pk: 5:4) |

### Tứ kết
Ở tứ kết có 4 cặp đấu, mỗi cặp đấu đá 2 lượt đi và về. Các trận đấu diễn ra từ 1 tháng 12 năm 2006 đến 10 tháng 12  2006.
|                       | Lượt đi | Lượt về       | Tổng tỉ số |                       |  |
| --------------------- | ------- | ------------- | ---------- | --------------------- |  |
| FC Sevastopol         | 0:1     | 1:6           | 1:7        | Shakhtar Donetsk      |  |
| Dynamo Kyiv           | 1:1     | 2:1 ((s.h.p.) | 3:2        | Dnipro Dnipropetrovsk |  |
| Illichivets Mariupol  | 0:0     | 0:2           | 0:2        | Metalist Kharkiv      |  |
| Stal Dniprodzerzhynsk | 1:4     | 0:1           | 1:5        | Tavriya Simferopol    |  |

### Bán kết
Các trận đấu Bán kết diễn ra vào các ngày 18 tháng 4 năm 2007 và 9 tháng 5 năm 2007. Ở trận đấu giữa Shakhtar và Tavriya, Shakhtar thắng nhờ luật bàn thắng sân khách.
|                  | Lượt đi | Lượt về | Tổng tỉ số |                    |  |
| ---------------- | ------- | ------- | ---------- | ------------------ |  |
| Metalist Kharkiv | 0:1     | 2:4     | 2:5        | Dynamo Kyiv        |  |
| Shakhtar Donetsk | 0:0     | 2:2     | 2:2        | Tavriya Simferopol |  |

### Chung kết
Trận Chung kết Cúp bóng đá Ukraina diễn ra vào ngày 27 tháng 5 năm 2007.
| Dynamo Kyiv                               | 2 – 1    | Shakhtar Donetsk |
| ----------------------------------------- | -------- | ---------------- |
| Kléber 58' · Rodrigo 27' 71' · Husyev 80' | Chi tiết | Elano 89'        |